# 제비 (조직폭력배)
구마적, 신마적, 뭉치와 더불어 일제강점기 당시 종로를 장악하며 횡포를 부렸던 주먹. 셔츠라는 별명으로도 불렸다고 한다.
제비(? ~ ?)는 대한민국의 조직폭력배이다.